# Greg Davis (Footballtrainer)

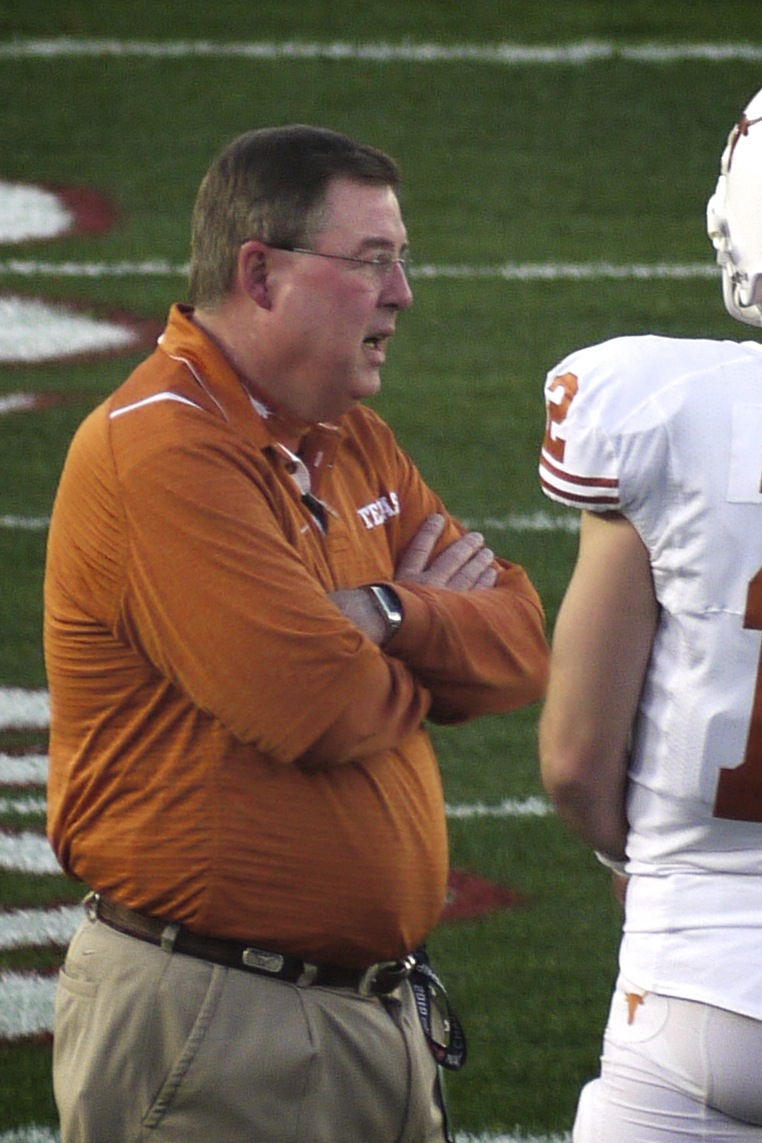
Greg Davis

Greg Davis (* 25. April 1951 in Groves, Jefferson County, Texas) ist ein ehemaliger US-amerikanischer Footballtrainer.
Er war Offensivkoordinator und Quarterback-Trainer des Football-Teams der University of Iowa, den Iowa Hawkeyes, bis er am 6. Januar 2017 seinen Rücktritt ankündigte. In der Saison 2005 war er Offensivkoordinator der Texas Longhorns, dem Football-Team der University of Texas in Austin, und bekam den Broyles Award für seine Leistungen als „Bester nationaler Co-Trainer“ (engl. nation's top assistant coach) verliehen.

## Karriere
Davis besuchte die Port Neches-Groves High School und spielte anschließend von 1970 bis 1972 als Quarterback College Football bei den McNeese State Cowboys in Lake Charles. Während der Grantland Rice Bowl im Jahr 1971 verlor das Team gegen die Tennessee State University mit 26 zu 23. Davis absolvierte die Universität 1973.
Davis begann seine Trainerkarriere als Quarterback- und Receiver-Trainer an der Barbe High School in Lake Charles, Louisiana. Nach zwei Spielzeiten wurde er – für weitere zwei Spielzeiten – Quarterback-Trainer an der Port Neches-Groves High School, seiner ehemaligen Schule.
Seine Karriere als Quarterback-Trainer im College Football begann er unter Tom Wilson (1944–2016) und Jackie Sherrill (* 1943) an der Texas A&M University in College Station. 1978 arbeitete er als Assistenztrainer an der Texas A&M University, 1979 wurde er schließlich zum hauptberuflichen Trainer ernannt. Zu dieser Zeit arbeitete an der Seite von R. C. Slocum, der als Defensivkoordinator fungierte und den er bereits seit seiner Zeit bei den McNeese State Cowboys kannte.
Davis wurde später Assistent von Mack Brown (* 1951) an der Tulane University und trat 1988 dessen Nachfolge als Tulane-Cheftrainer an. Nach weiteren Stationen an der University of Georgia und der University of Arkansas wechselte Davis später zu Browns Trainerstab an die University of North Carolina in Chapel Hill, bevor er ihm 1998 nach Texas folgte.
In der Spielsaison 2008 wurde Davis Gehalt auf 425.000 US-Dollar angehoben, was ihn zum zweithöchstbezahlten Offensivkoordinator der Nation nach Jimbo Fisher (* 1965) machte, dem Cheftrainer der Florida State University.
Am 6. Dezember 2010, nach der schlimmsten Saison in der Mack Brown-Ära an der University of Texas, trat Greg Davis als Offensivkoordinator der Texas Longhorns zurück. Die Saison 2010 wurde so zur ersten Saison nach 13 Jahren, in der die Longhorns kein Bowl-Spiel bestreiten konnten; nach neun erfolgreichen Saisons erzielten die Longhorns 2010 auch keine zehn Siege.
Nach einem Jahr Pause wurde er 2012 von der University of Iowa engagiert und ersetzte Ken O’Keefe als Offensivkoordinator der Iowa Hawkeyes.
Unter Greg Davis war Everett Withers Assistenztrainer. Er wurde später NCAA-Cheftrainer an der University of North Carolina at Chapel Hill (2011), bei den James Madison Dukes (2014–2015) und bei den Texas State Bobcats (2016–2018).